# Риџкрест (Луизијана)
Риџкрест (енгл. Ridgecrest) град је у америчкој савезној држави Луизијана.

## Демографија
По попису из 2010. године број становника је 694, што је 107 (-13,4%) становника мање него 2000. године.
| Група             | 2000.       | 2010.       |
| Белци             | 738 (92,1%) | 473 (68,2%) |
| Афроамериканци    | 44 (5,5%)   | 205 (29,5%) |
| Азијати           | 0 (0,0%)    | 0 (0,0%)    |
| Хиспаноамериканци | 11 (1,4%)   | 10 (1,4%)   |
| Укупно            | 801         | 694         |